# 1. National Hockey League All-Star Game
Das 1. National Hockey League All-Star Game wurde am 13. Oktober 1947 in Toronto, Ontario ausgetragen. Die Gastgeber des Spieles war der amtierende Stanley-Cup-Sieger, die Toronto Maple Leafs.
Auf Initiative des damaligen NHL-Präsidenten Clarence Campbell wurde erstmals vor der Saison 1947/48 ein All-Star Game ausgetragen, um den finanziellen Grundstock für die Pensionskasse der NHL zu legen. Im Maple Leaf Gardens trafen die Maple Leafs auf eine Auswahl der besten Spieler der National Hockey League. Im Stadion waren 14.318 Zuschauer. Im Rahmen der Veranstaltung wurde Howie Meeker mit der Calder Memorial Trophy als bester Rookie der Vorsaison ausgezeichnet.

## Mannschaften
| #           | Land                  | Spieler          | Pos.             | Team                |
| Torhüter    |                       |                  |                  |                     |
| 1           | Kanada 1921           | Bill Durnan      | Bill Durnan      | Montréal Canadiens  |
| 0           | Vereinigte Staaten 48 | Frank Brimsek    | Frank Brimsek    | Boston Bruins       |
| Verteidiger |                       |                  |                  |                     |
| 17          | Kanada 1921           | Ken Reardon      | Ken Reardon      | Montréal Canadiens  |
| 3           | Kanada 1921           | Émile Bouchard   | Émile Bouchard   | Montréal Canadiens  |
| 2           | Kanada 1921           | Jack Stewart     | Jack Stewart     | Detroit Red Wings   |
| 4           | Kanada 1921           | Bill Quackenbush | Bill Quackenbush | Detroit Red Wings   |
| Angreifer   |                       |                  |                  |                     |
| 15          | Kanada 1921           | Milt Schmidt     | C                | Boston Bruins       |
| 9           | Kanada 1921           | Maurice Richard  | RW               | Montréal Canadiens  |
| 7           | Kanada 1921           | Doug Bentley     | LW               | Chicago Black Hawks |
| 5           | Kanada 1921           | Max Bentley      | C                | Chicago Black Hawks |
| 6           | Kanada 1921           | Bill Mosienko    | RW               | Chicago Black Hawks |
| 8           | Kanada 1921           | Grant Warwick    | R                | New York Rangers    |
| 10          | Kanada 1921           | Edgar Laprade    | C                | New York Rangers    |
| 11          | Kanada 1921           | Ted Lindsay      | LW               | Detroit Red Wings   |
| 14          | Kanada 1921           | Woody Dumart     | C                | Boston Bruins       |
| 17          | Kanada 1921           | Bobby Bauer      | RW               | Boston Bruins       |
| 18          | Kanada 1921           | Tony Leswick     | LW               | New York Rangers    |

| #           | Land        | Spieler          | Pos.            |
| Torhüter    |             |                  |                 |
| 1           | Kanada 1921 | Turk Broda       | Turk Broda      |
| Verteidiger |             |                  |                 |
| 2           | Kanada 1921 | Bob Goldham      | Bob Goldham     |
| 3           | Kanada 1921 | Wally Stanowski  | Wally Stanowski |
| 14          | Kanada 1921 | Vic Lynn         | Vic Lynn        |
| 19          | Kanada 1921 | Gus Mortson      | Gus Mortson     |
| 20          | Kanada 1921 | Jimmy Thomson    | Jimmy Thomson   |
| 21          | Kanada 1921 | Bill Barilko     | Bill Barilko    |
| Angreifer   |             |                  |                 |
| 10          | Kanada 1921 | Syl Apps         | C               |
| 12          | Kanada 1921 | Bill Ezinicki    | RW              |
| 4           | Kanada 1921 | Harry Watson     | LW              |
| 9           | Kanada 1921 | Theodore Kennedy | C               |
| 15          | Kanada 1921 | Howie Meeker     | RW              |
| 7           | Kanada 1921 | Bud Poile        | RW              |
| 22          | Kanada 1921 | Fleming Mackell  | C               |
| 16          | Kanada 1921 | Gaye Stewart     | RW              |
| 5           | Kanada 1921 | Don Metz         | LW              |
| 17          | Kanada 1921 | Joe Klukay       | LW              |

## Spielverlauf

### NHL All-Stars 4 – 3 Toronto Maple Leafs
Auch wenn es sich nur um ein „Freundschaftsspiel“ handelte, gingen beide Teams mit demselben Einsatz wie in einer Finalserie zur Sache. Die eingespielten Maple Leafs kamen erwartungsgemäß besser ins Spiel und führten kurz nach Beginn des zweiten Drittels mit 3:1. Im Mitteldrittel zog sich Chicagos Bill Mosienko nach einem Bodycheck von Jimmy Thomson einen Knöchelbruch zu, der ihn zu acht Wochen Pause zwang. Gegen Ende des zweiten Drittels fand sich das Team der All-Stars zusammen und schaffte den Anschlusstreffer. Mit zwei schnellen Toren nach Beginn des Schlussabschnitts gingen die All-Stars erstmals in Führung. Die Leafs versuchten noch einmal heranzukommen und nahmen kurz vor Ende des Spiels ihren Torwart Turk Broda zu Gunsten eines zusätzlichen Angreifers vom Eis, doch ohne Erfolg. Alle Hände voll zu tun hatte King Clancy, der das Spiel als Schiedsrichter leitete.
| Team       | Zeit  | Stand | Torschütze      | Vorlagengeber | Vorlagengeber   |
| 1. Drittel |       |       |                 |               |                 |
|            | 12:29 | 0–1   | Harry Watson    | Bill Ezinicki |                 |
| 2. Drittel |       |       |                 |               |                 |
|            | 21:08 | 0–2   | Bill Ezinicki   | Syl Apps      | Harry Watson    |
|            | 24:38 | 1–2   | Max Bentley     | Ken Reardon   |                 |
|            | 25:01 | 1–3   | Syl Apps        | Harry Watson  |                 |
|            | 38:35 | 2–3   | Grant Warwick   | Edgar Laprade |                 |
| 3. Drittel |       |       |                 |               |                 |
|            | 40:28 | 3–3   | Maurice Richard |               |                 |
|            | 41:27 | 4–3   | Doug Bentley    | Milt Schmidt  | Maurice Richard |